# Elena Lasconi
Elena-Valerica Lasconi (Hațeg, Hunedoara, República Socialista de Rumania; 20 de abril de 1972) es una política rumana que, desde el 26 de junio de 2024, es presidenta del partido Unión Salvar Rumania (USR), tras ganar las elecciones internas del partido. También ocupa el cargo de alcalde del municipio de Câmpulung en el distrito de Argeș, tras las elecciones locales de 2020, respectivamente de 2024.
Lasconi abrió para un breve tiempo la lista de candidatos de la Unión Salvar Rumanía (USR), dentro de la Alianza Derecha Unida (ADU), para las elecciones al Parlamento Europeo de 2024, cargo al que renunció posteriormente a petición del expresidente del partido, Cătălin Drulă. Anteriormente, trabajó como presentadora de televisión, reportera y corresponsal en Pro TV Rumania entre 1995 y 2019.
También se postuló dentro del partido Unión Salvar Rumanía (USR) como candidata en las elecciones presidenciales de 2024, ganando estas elecciones internas. Lasconi recibió posteriormente el apoyo político de Ludovic Orban tras la retirada de este de la carrera electoral por el Palacio Cotroceni e, implícitamente, el apoyo político de la Alianza de Fuerzas de Derecha Liberal-Conservadora (AFDLC). Se habría enfrentado al independiente Călin Georgescu en una segunda vuelta el 8 de diciembre de 2024 si la primera vuelta no hubiera sido anulada por el Tribunal Constitucional. Nuevamente, es candidata en las elecciones presidenciales de 2025.

## Carrera
Economista de profesión, Elena Lasconi trabajó como periodista en Pro TV (Rumania) durante 25 años, entre 1995 y 2019, antes de entrar en política como alcaldesa en 2020, tras haberse unido al partido Unión Salvar Rumanía (USR) en el año 2018. En las elecciones locales de Rumanía de 2020, se convirtió en alcalde del municipio de Câmpulung (o Câmpulung Muscel) en el distrito de Argeș, siendo revalidada en las elecciones locales de 2024. Posteriormente, se convirtió en presidente de la Unión Salvar Rumanía (USR) en junio de 2024. Tras las elecciones internas de junio de 2024 en la Unión Salvar Rumanía (USR) para la designación del candidato presidencial de la formación política, Elena Lasconi ganó estas elecciones de forma aplastante, convirtiéndose así en la candidata presidencial del partido para las elecciones presidenciales de 2024 en Rumanía. Al principio de su carrera en los medios, Elena Lasconi trabajó en Hațeg durante aproximadamente dos años en una estación de radio local (específicamente Radio T5ABC) como locutora (es decir, presentadora de noticias) y como DJ (transmitiendo un programa con temas de música rock y canciones de bandas de rock clásico como Pink Floyd o Dire Straits). Además, Elena Lasconi trabajó en otras dos estaciones de radio locales en el distrito de Hunedoara como DJ, en una en Deva (más específicamente Radio 21, actualmente Virgin Radio Rumania), la otra en Petroșani (también una sucursal del Radio 21).